# Tour du Doubs
Tour du Doubs je jednodenní cyklistický závod konaný ve francouzském departementu Doubs obvykle v polovině září. Od roku 2005 je závod součástí UCI Europe Tour na úrovni 1.1. Od roku 2010 je Tour du Doubs součástí Francouzského poháru v silniční cyklistice.

## Seznam vítězů
| Rok       | Země       | Jezdec              | Tým                          |
| --------- | ---------- | ------------------- | ---------------------------- |
| 1934      | Francie    | René Debenne        | individuál                   |
| 1935      | Francie    | Louis Thiétard      | Peugeot–Hutchinson           |
| 1936      | Francie    | Manuel Garcia       | Peugeot–Dunlop               |
| 1937      | Francie    | Guillaume Chavard   | individuál                   |
| 1938      | Francie    | Aldo Bertocco       | Mercier–Hutchinson           |
| 1939      | Francie    | Alphonse Antoine    | Peugeot–Dunlop               |
| 1940–1947 | Nejelo se  | Nejelo se           | Nejelo se                    |
| 1948      | Francie    | Jean de Gribaldy    | Peugeot–Dunlop               |
| 1949      | Francie    | Adolphe Deledda     | Rhonson–Dunlop               |
| 1950      | Belgie     | Robert Vanderstockt | Elvé–Météore                 |
| 1951      | Belgie     | Pino Cerami         | Peugeot–Dunlop               |
| 1952      | Francie    | Gilbert Bauvin      | Nancia                       |
| 1953      | Polsko     | Alexandre Sowa      | Peugeot–Dunlop               |
| 1954      | Francie    | Gaby Faillé         | Terrot–Hutchinson            |
| 1955–1998 | Nejelo se  | Nejelo se           | Nejelo se                    |
| 1999      | Francie    | Jérôme Gannat       | CC Étupes                    |
| 2000      | Chorvatsko | Vladimir Miholjević | KRKA–Telekom Slovenije       |
| 2001      | Francie    | Eddy Lembo          | Jean Delatour                |
| 2002      | Francie    | Frédéric Finot      | Jean Delatour                |
| 2003      | Belgie     | Bert De Waele       | Landbouwkrediet–Colnago      |
| 2004      | Francie    | Matthieu Sprick     | Brioches La Boulangère       |
| 2005      | Irsko      | Philip Deignan      | AG2R Prévoyance              |
| 2006      | Francie    | Yoann Le Boulanger  | Bouygues Télécom             |
| 2007      | Francie    | Vincent Jérôme      | Bouygues Télécom             |
| 2008      | Francie    | Anthony Geslin      | Bouygues Télécom             |
| 2009      | Francie    | Yann Huguet         | Agritubel                    |
| 2010      | Francie    | Jérôme Coppel       | Saur–Sojasun                 |
| 2011      | Francie    | Arthur Vichot       | FDJ                          |
| 2012      | Francie    | Jérôme Coppel       | Saur–Sojasun                 |
| 2013      | Lotyšsko   | Aleksejs Saramotins | IAM Cycling                  |
| 2014      | Estonsko   | Rein Taaramäe       | Cofidis                      |
| 2015      | Argentina  | Eduardo Sepúlveda   | Bretagne–Séché Environnement |
| 2016      | Francie    | Samuel Dumoulin     | AG2R La Mondiale             |
| 2017      | Francie    | Romain Hardy        | Fortuneo–Oscaro              |
| 2018      | Francie    | Julien Simon        | Cofidis                      |
| 2019      | Švýcarsko  | Stefan Küng         | Groupama–FDJ                 |
| 2020      | Belgie     | Loïc Vliegen        | Circus–Wanty Gobert          |
| 2021      | Francie    | Dorian Godon        | AG2R Citroën Team            |
| 2022      | Francie    | Valentin Madouas    | Groupama–FDJ                 |
| 2023      | Španělsko  | Jesús Herrada       | Cofidis                      |
| 2024      | Francie    | Lenny Martinez      | Groupama–FDJ                 |
| 2025      | Francie    | Mattéo Vercher      | Team TotalEnergies           |